# Mørke-Hvilsager Kommune
Mørke-Hvilsager Kommune var en dansk sognekommune i Randers Amt fra 1842 til 1851. Kommunen bestod af Mørke og Hvilsager Sogne. Kommunen blev ved udgangen af 1851 opdelt, så Mørke Sogn fortsatte som Mørke Kommune, mens Hvilsager Sogn blev sammenlagt med Lime Sogn til Hvilsager-Lime Kommune. Lime Sogn havde tidligere havde været med i Årslev-Hørning-Lime Kommune.
Ved kommunalreformen i 1970 blev hovedparten af Mørke Kommune og hele Hvilsager-Lime Kommune indlemmet i Rosenholm Kommune. Ugelbølle og Balskov Gårde i Mørke Sogn blev indlemmet i Rønde Kommune. Både Rosenholm Kommune og Rønde Kommune kom ved strukturreformen i 2007 til Syddjurs Kommune.